# Le Roi Lear (film, 1971, Brook)
Pour les articles homonymes, voir Le Roi Lear (film) et Lear.
Pour plus de détails, voir Fiche technique et Distribution.
Le Roi Lear (King Lear) est un film britannico-danois de Peter Brook, d'après la pièce de William Shakespeare, sorti en 1971.

## Genèse
Peter Brook est inspiré par les écrits du théoricien Jan Kott, qui rapproche le King Lear de Shakespeare et le théâtre de Samuel Beckett,.

## Fiche technique
- Titre français : Le Roi Lear
- Titre original : King Lear
- Production  : Michael Birkett
- Directeur de la photographie : Henning Kristiansen
- Montage : Kasper Schyberg
- Direction artistique : Georges Wakhévitch
- Costumes : Adele Angard
- Son : Bob Allen
- Sociétés de production : Athéna Films, Filmways
- Durée : 137 minutes
- Format : 1,66:1, noir et blanc, son monophonique
- Pays d’origine : Danemark, Royaume-Uni
- Date de sortie :
  -  Danemark : 4 février 1971

## Distribution
- Paul Scofield : King Lear
- Irene Worth : Goneril
- Cyril Cusack : Albany
- Susan Engel : Regan
- Tom Fleming : Kent
- Anne-Lise Gabold : Cordelia
- Ian Hogg : Edmund
- Robert Langdon Lloyd : Edgar (crédité comme « Robert Lloyd »)

## Accueil critique
Le film suscite une polémique sur la manière d'adapter Shakespeare au cinéma. Le New York Times publie les articles de deux critiques d'avis opposés, John Simon (en) qui y voit « une catastrophe et un scandale », et Vincent Canby qui défend le film.